# La hija del mar
La hija del mar es la primera novela de Rosalía de Castro. Fue escrita en español y se publicó en 1859, cuando la autora contaba 22 años, dedicada a su esposo Manuel Murguía.

## Argumento
Es una novela romántica, de carácter folletinesco, cuya acción se sitúa en tierras de Mugía.
Una voz narradora solidaria nos presenta la historia de dos mujeres: Teresa, una joven abandonada por su marido que pierde a su pequeño hijo arrebatado por las olas y adopta una niña encontrada por los marineros, y Esperanza, la huérfana que ha sido rescatada de un naufragio en extrañas circunstancias, a la que Teresa criará y educará. El tema principal de la novela son las vivencias, siempre trágicas, de las dos mujeres a consecuencia del regreso del marido de Teresa, que se encapricha de Esperanza, todavía una niña, y las tiraniza dentro de un hogar convertido en prisión.
Especialmente notable es el prólogo de la autora, donde hace una defensa reivindicativa de los derechos de la mujer a la vida intelectual, citando predecesoras destacadas tanto del mundo de las artes como de la política, e incluyendo algunos ejemplos de mujeres luchadoras, reformadoras y poderosas en diferentes ámbitos de la vida pública.

Bien pudiera, en verdad, citar aquí algunos textos de hombres célebres que, como el profundo Malebranche y nuestro sabio y venerado Feijoo, sostuvieron que la mujer era apta para el estudio de las ciencias, de las artes y de la literatura. Posible me sería añadir que mujeres como madame Roland, cuyo genio fomentó y dirigió la revolución francesa en sus días de gloria; madame de Staël, tan gran política como filósofa y poeta; Rosa Bonheure, la pintora de paisajes sin rival hasta ahora; 'Jorge Sand', la novelista profunda, la que está llamada a compartir la gloria de Balzac i Walter Scott; Santa Teresa de Jesús, ese espíritu ardiente, cuya mirada penetró en los más intrincados laberintos de la Teología mística; Safo, Catalina de Rusia, Juana de Arco, María Teresa, y tantas otras cuyos nombres la Historia, no mucho más imparcial que los hombres, registra en sus páginas, protestaron eternamente contra la vulgar idea de que la mujer solo sirve para las labores domésticas.

El argumento de la novela presenta dos heroínas que responden al ideal romántico por su pureza, ingenuidad y espíritu generoso, además de una belleza ideal, pero con la peculiaridad de que se sitúan en un ambiente rural y apartado de la civilización, de modo que no tienen más contacto con la educación y la cultura que la que se deriva del contacto y convivencia con sus semejantes. Es el pueblo bajo, que en perfecta armonía con la naturaleza parece ajeno a toda la corrupción espiritual que sobreviene en el hacinamiento miserable de las urbes. Pero en cualquier caso las mujeres están destinadas al sufrimiento, sea por la presión de las supersticiones populares en la comunidad tradicional, sea por la mentalidad materialista del nuevo modelo social. El agente desestabilizador en este caso es externo y está representado por la figura de un viajero, un extranjero, que recala en ese pueblo de la costa, y continúa luego de puerto en puerto destrozando vidas con actitud de depredador. Alberto Ansot es el joven seductor que se casa con Teresa y desaparece rápidamente dejándola a sus 18 años, embarazada y ya sola para siempre, una viuda de vivo como tantas otras de la tierra gallega de aquel tiempo. La joven Teresa aprende a sobrevivir y a criar a su hijo con la solidaridad de sus vecinos, a superar la muerte accidental del niño, y a criar de nuevo una pequeña huérfana rescatada por los marineros que se convertirá en la pequeña compañera de sus días en quien proyecta su capacidad de amar. Pero Ansot regresa 11 años más tarde para demostrar que no siempre la recuperación del bien perdido es mejor que su definitiva pérdida. Cautivado por la belleza de la pequeña Esperanza, el hombre decide quedarse y recuperar su condición de marido de Teresa para vivir con las dos mujeres y sumir a Teresa en la confusión y la desesperación, pues al mismo tiempo que les ofrece a ambas una posición acomodada convierte su amparo económico en una cárcel dorada poblada por monstruos. La felicidad de Teresa por el inesperado regreso del marido ausente se revela bien pronto como una nueva cara del abandono y la humillación, pues Ansot en la intimidad del hogar pretende que la joven Esperanza sacie su apetito sexual con la colaboración de Teresa.
Sorprende el atrevimiento de la joven escritora presentando un argumento plagado de situaciones truculentas, pues se trata de un caso de abuso sexual en la intimidad del reducto familiar, siendo la víctima una niña que se presenta como hija adoptiva en principio, pero que al final decubrimos que es, de hecho, hija del libertino Ansot, producto de su unión con Candora, otra joven seducida y abandonada. El protagonista masculino es presentado como una especie de depravado amoral que se ha enriquecido con el comercio de esclavos y que no tiene más límites en su conciencia que el logró del placer propio:

Ansot volvía a ser el hombre de otros tiempos, el seductor astuto, el voluntarioso, el voluble, que todo lo desea, que lo obtiene todo y lo olvida: era de esa especie de hombres, carcoma de la sociedad, criminales a quienes todos perdonan, seres que se hacen amar y temer al mismo tiempo, que pasan entre nosotros, gárrulos y llenos de altivez, ya deslumbrándonos, ya haciéndonos derramar lágrimas o llenando nuestra existencia de una amargura y un desaliento que no nos deja ni amarlos ni aborrecerlos. Caminan tranquilamente a su fin, todo lo ven con sangre fría, entran en el combate y no pelean jamás, y jamás arrojan una mirada de compasión sobre las víctimas que han inmolado en aras de sus caprichos

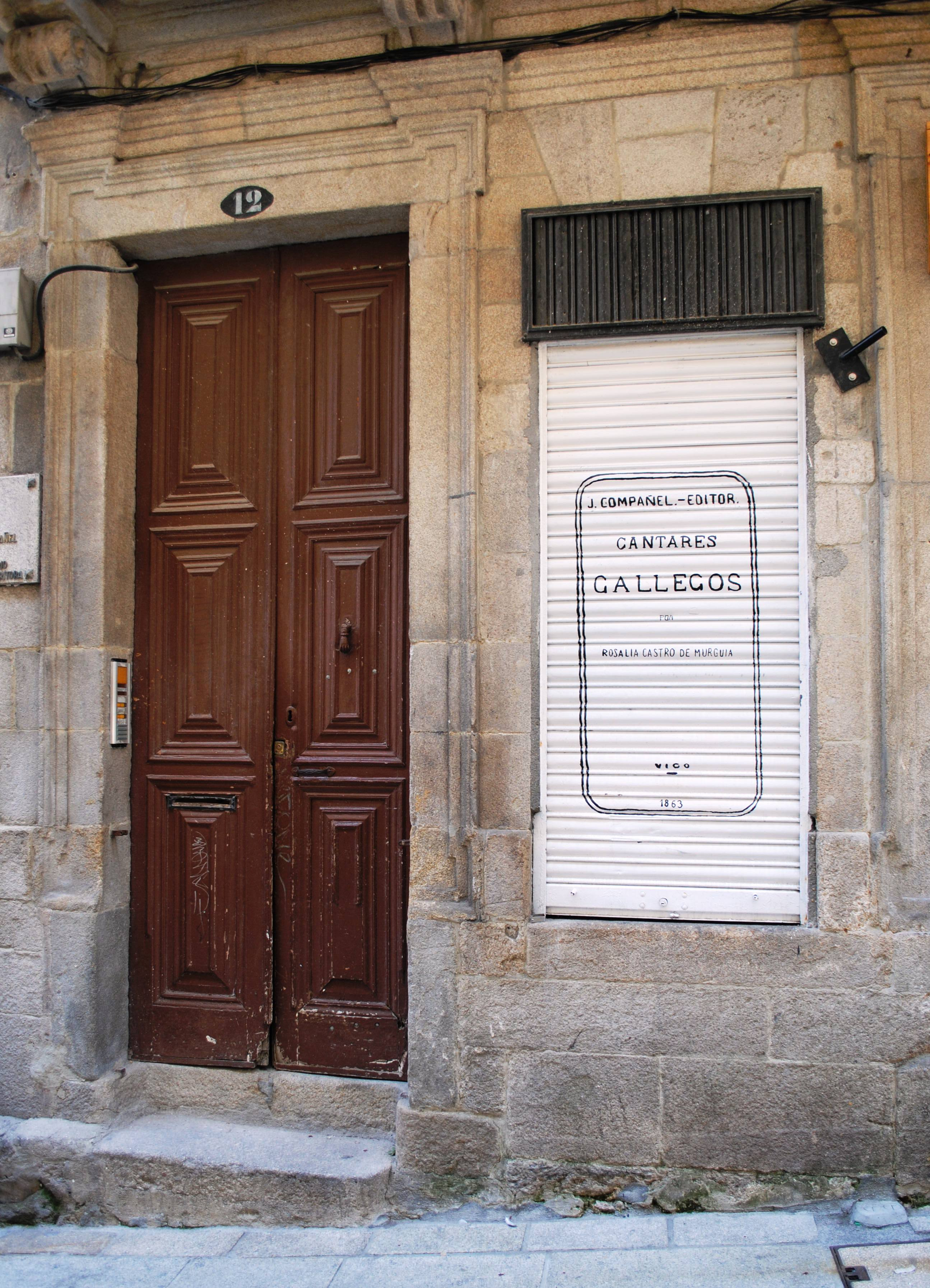
Imprenta de J. Compañel, en Vigo.

Por su parte las mujeres, prisioneras en su propia casa, manifiestan su virtud resistiendo a sus pretensiones y apoyándose mutuamente. Pero aún va más lejos la autora, adentrándose en el análisis psicológico de la compañera del abusador, pues Teresa, cegada por la necesidad de sentirse amada en alguna medida, cae por momentos en la locura de los celos frente a su joven competidora, de manera que se descubre a sí misma culpando y odiando a su querida niña. Así las mujeres son conducidas a la locura y al suicidio. El hombre, por su parte, aún puede permitirse la redención a través del amor, pues la locura en que desemboca su presión sobre la pequeña Esperanza finalmente lo enternece, convirtiéndolo en su protector en busca de una curación ya imposible para la ciencia. Sin embargo Esperanza recupera la razón después de un intento de suicidio del que la salvan sus cuidadores y le sirve para descubrir el misterio de su origen en un final trepidante de peripecias encadenadas que descubren al lector otras fechorías de Ansot y permiten desenmascararlo ante la justicia como pirata y asesino. Por fin la niña, abatida por la tristeza y la desesperación, se lanza al mar y la tragedia culmina con una escena de amor materno-filial y solidaridad femenina, situada en la espléndida y salvaje playa de Rostro, cerca de Finisterre, donde Teresa encuentra el cadàver de Esperanza, arrojado por el mar:

Y luego besó con transporte el cadaver más frío que las olas... Era Teresa, que besaba por última vez las hermosas mejillas de Esperanza. El mar del Rostro dejaba oír allí sus eternos bramidos: la 'hija del mar' volvió a ser arrastrada por las olas sus hermanas, hallando en su lecho de algas una tumba que el humano pié no huella jamás.